# Theodore H. Berlin
Theodore H. Berlin (Nueva York, 8 de mayo de 1917-Scarsdale, 16 de noviembre de 1962) fue un físico teórico estadounidense.

## Biografía
Se graduó en 1939 con una licenciatura en ingeniería química por la Cooper Union. Se graduó en 1940 con una maestría y en 1944 con un doctorado en la Universidad de Michigan. Su director de tesis fue Kasimir Fajans.

Durante la Segunda Guerra Mundial, cuando aún era estudiante de posgrado, el Dr. Berlin trabajó en el desarrollo de la espoleta de proximidad. Su trabajo académico se centró en la estructura electrónica de las moléculas y su tesis versó sobre la cuantificación y la interacción eléctrica en moléculas diatómicas.

Fue físico investigador de 1944 a 1946 en la Universidad de Michigan, profesor de 1946 a 1947 en la Universidad Johns Hopkins y profesor asociado de 1948 a 1949 en la Universidad Northwestern. En la Universidad Johns Hopkins fue profesor asociado de 1949 a 1954 y profesor titular de 1955 a 1961. Como becario Guggenheim durante el año académico 1952-1953, estuvo en el Instituto de Estudios Avanzados con licencia de Johns Hopkins. Desde 1961 hasta su muerte por un ataque cardíaco en 1962 fue profesor titular en la Universidad Rockefeller.

En 1961 se unió al Instituto Rockefeller donde trabajó con George E. Uhlenbeck y Mark Kac en el desarrollo de una escuela de física y matemáticas. Mientras estuvo en Michigan, había estudiado con el profesor Uhlenbeck y, en el momento de su muerte, los dos estaban colaborando en un libro sobre física estadística.

Era miembro de la Sociedad Estadounidense de Física. Fue editor asociado del Journal of Chemical Physics, Physical Review,  y Physical Review Letters. Fue nombrado miembro del consejo editorial de La física de los fluidos, a partir del 1 de enero de 1962. Entre sus estudiantes de doctorado se encuentra Louis Witten.

### Vida personal
En 1944, se casó con Patricia May Cleary. Tuvieron hijos Geoffrey N., Dennis A., Michael K. y Alexander L. Una hija murió en la infancia.

## Investigación
Al comienzo de su carrera, realizó investigaciones sobre química física (teoría cuántica de las moléculas). Es conocido por su trabajo con Kac en el modelo esférico, una generalización del modelo Ising de mecánica estadística, que fue desarrollado como modelo matemático para el ferromagnetismo. A diferencia del modelo de Ising, la variable de giro del modelo esférico en la red puede asumir valores continuos (con la restricción de que la suma de los cuadrados de los giros es igual al número de posiciones de la red). El modelo esférico se puede resolver exactamente en presencia de un campo externo y comparte esa propiedad de solubilidad exacta con muy pocos modelos de ferromagnetismo.